# Котороая (Галац)
Котороая (рум. Cotoroaia) — село у повіті Галац в Румунії. Входить до складу комуни Черцешть.
Село розташоване на відстані 215 км на північний схід від Бухареста, 74 км на північний захід від Галаца, 123 км на південь від Ясс.

## Населення
За даними перепису населення 2002 року у селі проживали 847 осіб, усі — румуни. Усі жителі села рідною мовою назвали румунську.